# Ram Chahe Leela
Ram Chahe Leela è un brano musicale del film di Bollywood Goliyon Ki Raasleela Ram-Leela, cantato da Bhoomi Trivedi, con musiche di Sanjay Leela Bhansali e testi di Siddharth-Garima, pubblicato il 23 ottobre 2013.